# SN 2007V
SN 2007V – supernowa typu Ia odkryta 12 lutego 2007 roku w galaktyce A102705-0318. W momencie odkrycia miała maksymalną jasność 17,90m.